# KinaLisa
キナリサ（KinaLisa,KinaliとLisaの2名,生年月日未公表）は、日本の東京を中心に活動する芸術家コンビ。
自らの作品（印刷物）を都内全域にポスティングしているという新しいスタイルのアーティスト。

## 活動と作品の特徴
自身のHPで語られている通り”カラフルかつ風変わり”という特徴の作品が多い。